# 육우 (당나라)

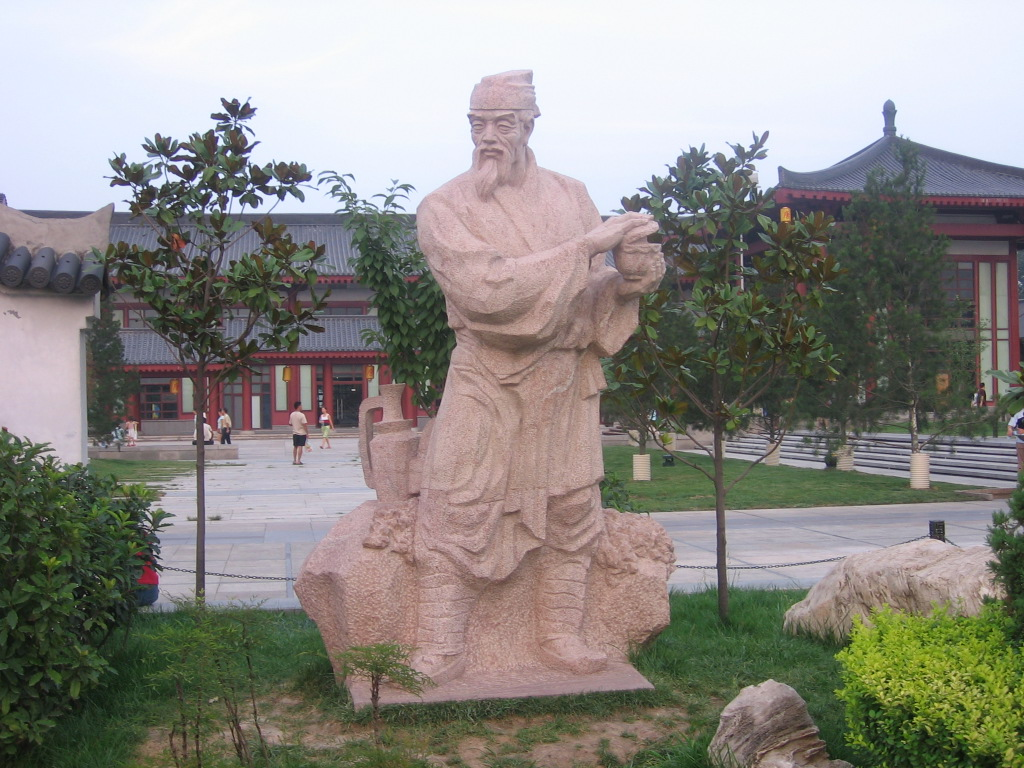
시안시에 있는 육우의 조각상.

육우(陸羽, 733년 ~ 804년)는 중국 당나라의 문인이며, 자는 홍점(鴻漸), 호는 상저옹(桑苧翁)이다. 차를 만들고 마시는 것에 관한 지식을 정리한 《다경》(茶經) 3권 등을 저술하였으며, 중국의 차 문화에 크게 기여하였다.

## 생애
육우는 복주(復州) 경릉군(竟陵郡, 현재의 후베이성 톈먼 시) 출신이며, 3살 때 호숫가에 버려졌다. 용개사(龍盖寺)의 주지인 지적선사(智積禪師)가 그를 거두어들였으며, 후에 성은 주지의 성을 따 '육(陸)'으로, 이름은 점을 쳐 점괘에 따라 '우(羽)'로 하였다. 그는 말더듬이었지만, 웅변에 능하였다. 육우가 어렸을 때, 지적선사는 육우가 불경을 읽으며 승려가 되기를 기대했지만, 육우는 유교를 배우려고 하였다. 이에 지적선사는 육우가 다른 생각을 하지 못하도록 육우에게 매우 힘든 일을 하게 했지만, 육우는 대나무 가지로 가축의 등에 글씨를 몰래 연습하였다.
그 뒤, 육우는 절에서 도망하여 극단에 들어가 배우로 활약했으며, 천보(天寶) 5년 (746년)에 경릉태수(竟陵太守) 이제물(李齊物)의 눈에 들어 그의 추천으로 학문을 배우게 되었다. 이후, 경릉의 사마(司馬)인 최국보(崔國輔)를 만나 그와 어울렸으며, '정행검덕(精行儉德)의 정신'을 이상으로 삼게 되었다.
지덕(至德) 원년 (756년)에 육우는 안사의 난을 피하기 위해 강남으로 피신하였고, 상원(上元) 원년 (760년)에 오흥현(吳興縣, 현재의 저장성 우싱 구)에 암자를 만들고 은거하면서 호를 '상저옹(桑苧翁)'으로 하고, 저서를 집필하였다. 그곳에서 육우는 그곳의 승려인 교연(皎然)과 친분을 쌓게 되었고, 여러 차 산지를 돌아다니며 차에 대해 연구하였다. 육우가 은거하는 동인 조정에서 그를 태자문학(太子文學)이나 태상시태축(太常寺太祝)에 임명하였으나, 그는 관직에 나가지 않고 10년 후인 건중(建中) 원년 (780년)에 14년 동안의 차 연구를 정리하여 《다경》 3권을 저술하였다.
대력(大曆) 연간에 육우는 호주자사(湖州刺使) 안진경(顔眞卿)과 교제하였으며, 그가 《운해경원》(韻海鏡源)을 저술할 때 편집에 참여하였다. 어사대부(御史大夫) 이계향(李季鄕)과의 일화로 〈훼다론〉(毁茶論)을 쓰기도 했다.